# Henri Lanoë
Henri Lanoë (Orano, 16 settembre 1929 – Parigi, 27 gennaio 2024) è stato un montatore francese.

## Biografia
Occasionalmente si cimentò anche come compositore e sceneggiatore e un'unica volta come regista.
Collaborò in particolare con i registi Jacques Deray e Philippe de Broca.

## Riconoscimenti
- Premio César per il miglior montaggio
  - 1977: candidato - Mr. Klein
  - 1978: candidato - La minaccia
  - 1979: candidato - Morti sospette
  - 1980: candidato - Le cavaleur
  - 1982: candidato - Malevil
  - 1983: candidato - Les quarantièmes rugissants
  - 1986: candidato - Shocking Love
  - 1998: candidato - Il cavaliere di Lagardère

## Filmografia

### Montatore
- Le rendez-vous de minuit, regia di Roger Leenhardt (1961)
- Regards sur la folie, regia di Mario Ruspoli (1962) - cortometraggio
- Yoyo, regia di Pierre Étaix (1965)
- Quando c'è la salute (Tant qu'on a la santé), regia di Pierre Étaix (1966)
- Sciarada per quattro spie (Avec la peau des autres), regia di Jacques Deray (1966)
- Il ladro di Parigi (Le voleur), regia di Louis Malle (1967)
- No no no con tua madre non ci sto (Le grand amour), regia di Pierre Étaix (1969)
- Portami quello che hai e prenditi quello che vuoi (Les caprices de Marie), regia di Philippe de Broca (1970)
- L'alliance, regia di Christian de Chalonge (1971)
- Darsela a gambe (La poudre d'escampette), regia di Philippe de Broca (1971)
- Un po' di sole nell'acqua gelida (Un peu de soleil dans l'eau froide), regia di Jacques Deray (1971)
- Tempo d'amare (A Time for Loving), regia di Christopher Miles (1972)
- La divorziata (Les feux de la chandeleur), regia di Serge Korber (1972)
- Funerale a Los Angeles (Un homme est mort), regia di Jacques Deray (1972)
- Come si distrugge la reputazione del più grande agente segreto del mondo (Le magnifique), regia di Philippe de Broca (1973)
- Borsalino and Co., regia di Jacques Deray (1974)
- Ursule et Grelu, regia di Serge Korber (1974)
- Con mia moglie è tutta un'altra cosa (Dis-moi que tu m'aimes), regia di Michel Boisrond (1974)
- Il poliziotto della brigata criminale (Peur sur la ville), regia di Henri Verneuil (1975)
- Flic Story, regia di Jacques Deray (1975)
- Mr. Klein (Monsieur Klein), regia di Joseph Losey (1976)
- La minaccia (La menace), regia di Alain Corneau (1977)
- La gang del parigino (Le gang), regia di Jacques Deray (1977)
- Julie pot de colle, regia di Philippe de Broca (1977)
- Morti sospette (Un papillon sur l'épaule), regia di Jacques Deray (1978)
- I... come Icaro (I... comme Icare), regia di Henri Verneuil (1979)
- Le cavaleur, regia di Philippe de Broca (1979)
- Le maître-nageur, regia di Jean-Louis Trintignant (1979)
- Hanno rubato le chiappe di Afrodite (On a volé la cuisse de Jupiter), regia di Philippe de Broca (1980)
- Malevil, regia di Christian de Chalonge (1981)
- Les quarantièmes rugissants, regia di Christian de Chalonge (1982)
- Vacanze africane (L'africain), regia di Philippe de Broca (1983)
- Louisiana, regia di Philippe de Broca (1984) (TV)
- Le vol du Sphinx, regia di Laurent Ferrier (1984)
- Shocking Love (On ne meurt que 2 fois), regia di Jacques Deray (1985)
- Sauve-toi, Lola, regia di Michel Drach (1986)
- Tenero e violento (Le solitaire), regia di Jacques Deray (1987)
- Voglia d'amare (Maladie d'amour), regia di Jacques Deray (1987)
- Chouans! I rivoluzionari bianchi (Chouans!), regia di Philippe de Broca (1988)
- J'écris dans l'espace, regia di Pierre Étaix (1989)
- Baptême, regia di René Féret (1989)
- Le mille e una notte (Les 1001 nuits), regia di Philippe de Broca (1990)
- Netchaïev est de retour, regia di Jacques Deray (1991)
- Mayrig, regia di Henri Verneuil (1991)
- Quella strada chiamata paradiso (588 rue paradis), regia di Henri Verneuil (1992)
- Un crime, regia di Jacques Deray (1993)
- Il cavaliere di Lagardère (Le Bossu), regia di Philippe de Broca (1997)
- Amazone, regia di Philippe de Broca (2000)
- En pleine forme, regia di Pierre Étaix (2010)

### Compositore
- Un avvenimento sul ponte di Owl Creek (La Rivière du hibou), regia di Robert Enrico (1962) - cortometraggio
- La belle vie, regia di Robert Enrico (1963)
- Au coeur de la vie, regia di Robert Enrico (1963)
- Ne jouez pas avec les Martiens (1967) - anche regista e sceneggiatore
- Il ladro di Parigi (Le voleur), regia di Louis Malle (1967)
- Les quarantièmes rugissants, regia di Christian de Chalonge (1982)

### Sceneggiatore
- Thaumetopoea, la vie des chenilles processionnaires du pin et leur extermination contrôlée, regia di Robert Enrico (1961) - cortometraggio
- ... poi ti sposerò (Un monsieur de compagnie), regia di Philippe de Broca (1964)
- L'uomo di Casablanca (L'homme de Marrakech), regia di Jacques Deray (1966)
- Ne jouez pas avec les Martiens (1967) - anche regista e compositore

### Regista
- Ne jouez pas avec les Martiens (1967) - anche sceneggiatore e compositore